# Santa Cruz dos Navegantes
Santa Cruz dos Navegantes é um bairro do município brasileiro de Guarujá, que integra a Região Metropolitana da Baixada Santista, no litoral do estado de São Paulo.

## Aspectos Gerais
Popularmente conhecido como "Pouca Farinha", está localizado próximo ao Morro da Barra e assentado na planície voltada ao Estuário de Santos, em uma faixa de terra que tem ao Norte praia, a Leste o rio Icanhema, ao Sul os mangues do Rio da Missa, e ao Oeste o Morro da Barra, onde está o ponto turístico e cartão postal da região Fortaleza da Barra Grande.
A área em que se encontra o núcleo, com mais de 5 mil habitantes, é formada por terrenos da Marinha. O bairro possui uma escola de samba, a Renascer do Borel.